# Payton Caffrey
Payton Caffrey (1º settembre 1998) è una pallavolista statunitense, schiacciatrice del PTT.

## Carriera

### Club
La carriera di Payton Caffrey inizia nei tornei scolastici della Florida, giocando per la formazione della Winter Springs HS. Dopo il diploma si disimpegna a livello universitario in NCAA Division I: dal 2016 al 2017 fa parte del programma della West Virginia, mentre dal 2018 al 2019 gioca per la Florida State; al termina della sua eleggibilità sportiva per la pallavolo, si dedica fino al 2021 al beach volley, sempre con la Florida State.
Nella stagione 2021-22 sigla il suo primo contratto professionistico a Israele, dove prende parte alla Premier League con il Maccabi Haifa; al termine degli impegni col club, è di scena a Porto Rico per partecipare alla Liga de Voleibol Superior Femenino 2022 con le Pinkin de Corozal, conquistando lo scudetto e venendo premiata come MVP della regular season, oltre a essere inserita nello All-Star Team del torneo. Nella stagione seguente approda nella Volley League greca per difendere i colori del PAOK, venendo premiata come miglior schiacciatrice della stagione.
Nel campionato 2023-24 si accasa al PTT, nella Sultanlar Ligi turca.

## Palmarès

### Club
- Campionato portoricano: 1

2022

### Premi individuali
- 2022 - Liga de Voleibol Superior Femenino: MVP della regular season
- 2022 - Liga de Voleibol Superior Femenino: All-Star Team
- 2023 - Volley League: Miglior schiacciatrice